# شتيكبورن
شتيكبورن (بالألمانية: Steckborn) هي إحدى بلديات مقاطعة فراونفيلد في كانتون تورغاو في سويسرا. تبلغ مساحتها 8.76 كيلومتر مربع، ويقدر عدد سكانها بـ 3726 نسمة (حسب تعداد ديسمبر 2015).